# Pontoncarrosserie

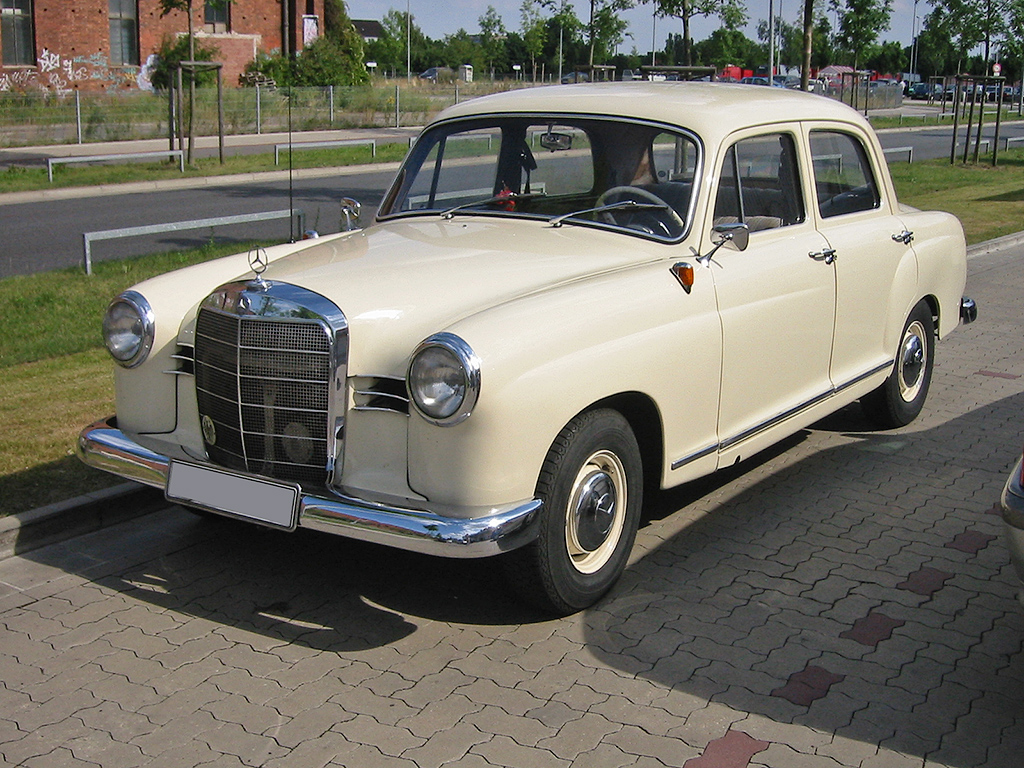
Mercedes-Benz 180 "Ponton" (1954)

Een pontoncarrosserie is een koetswerk met vlakke zijpanelen die de volledige lengte van de auto omsluiten. De term is afgeleid van een ponton, een breed en plat drijvend platform.

## Historiek
De pontoncarrosserie werd van de jaren 1930 tot 1960 veelvuldig gebruikt. Met dezelfde buitenafmetingen biedt deze carrosserievorm meer binnenruimte dan de ontwerpen van voor de Tweede Wereldoorlog door het ontbreken van treeplanken en externe wielkasten.
Een van de eerste auto's met een pontoncarrosserie was de Bugatti Type 32 "Tank" (1923). De Hanomag 2/10 PS uit 1925 was de eerste wagen met een pontonontwerp die in serieproductie ging. Eind jaren dertig waren er voor de BMW 328 enkele pontoncarrosserieën die hun tijd vooruit waren.

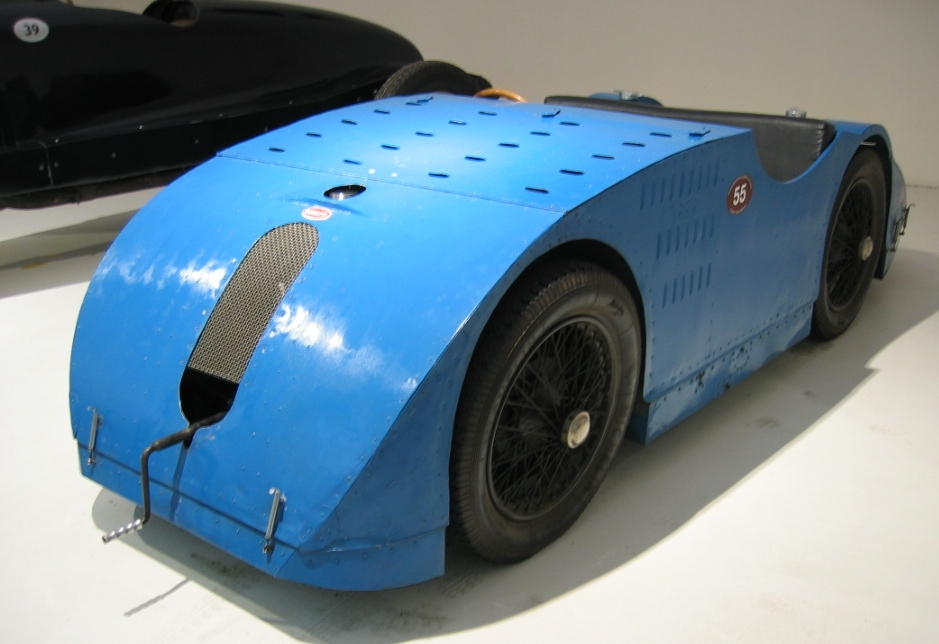
Bugatti Type 32 "Tank" (1923)
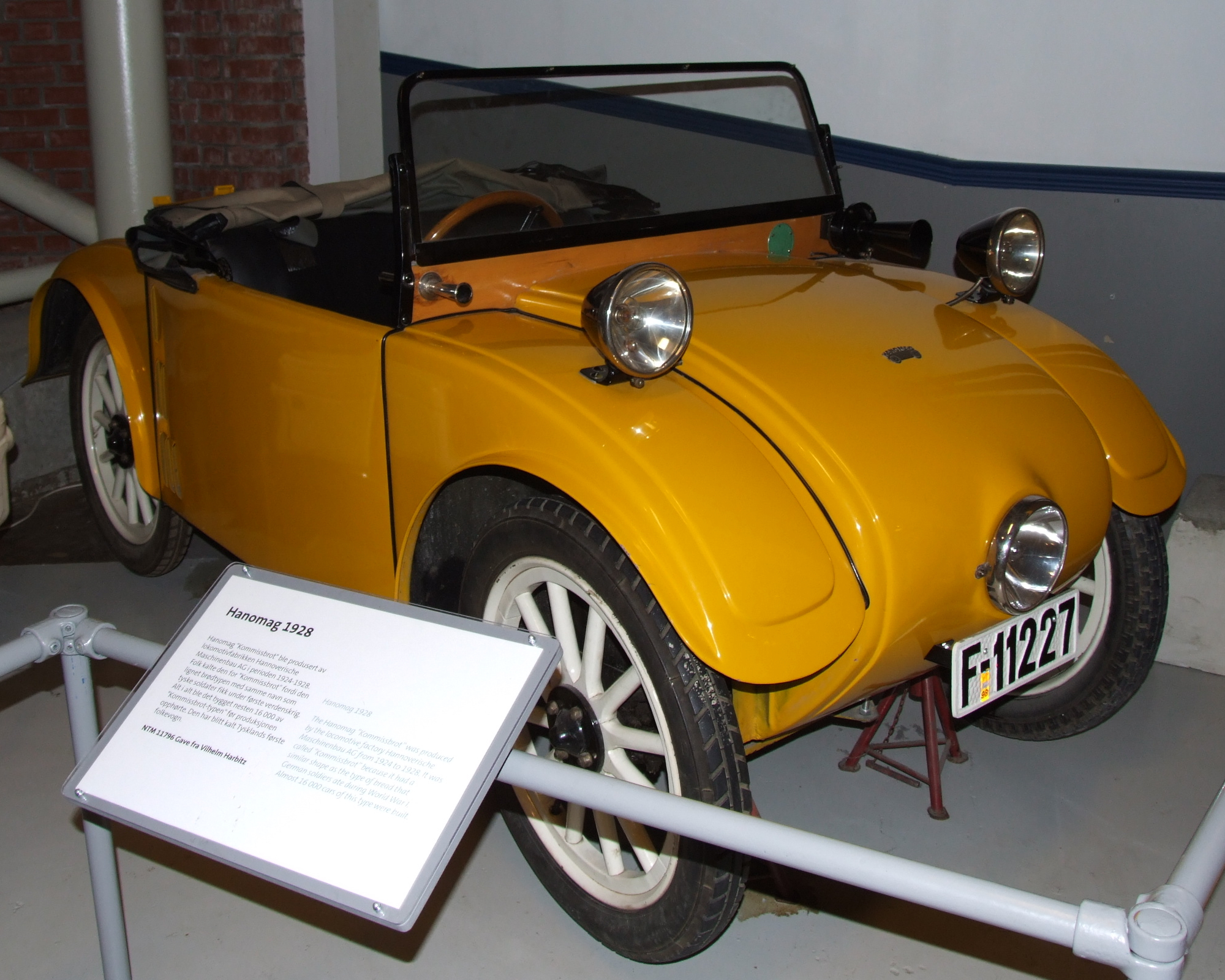
Hanomag 2/10 PS "Kommissbrot" (1925)
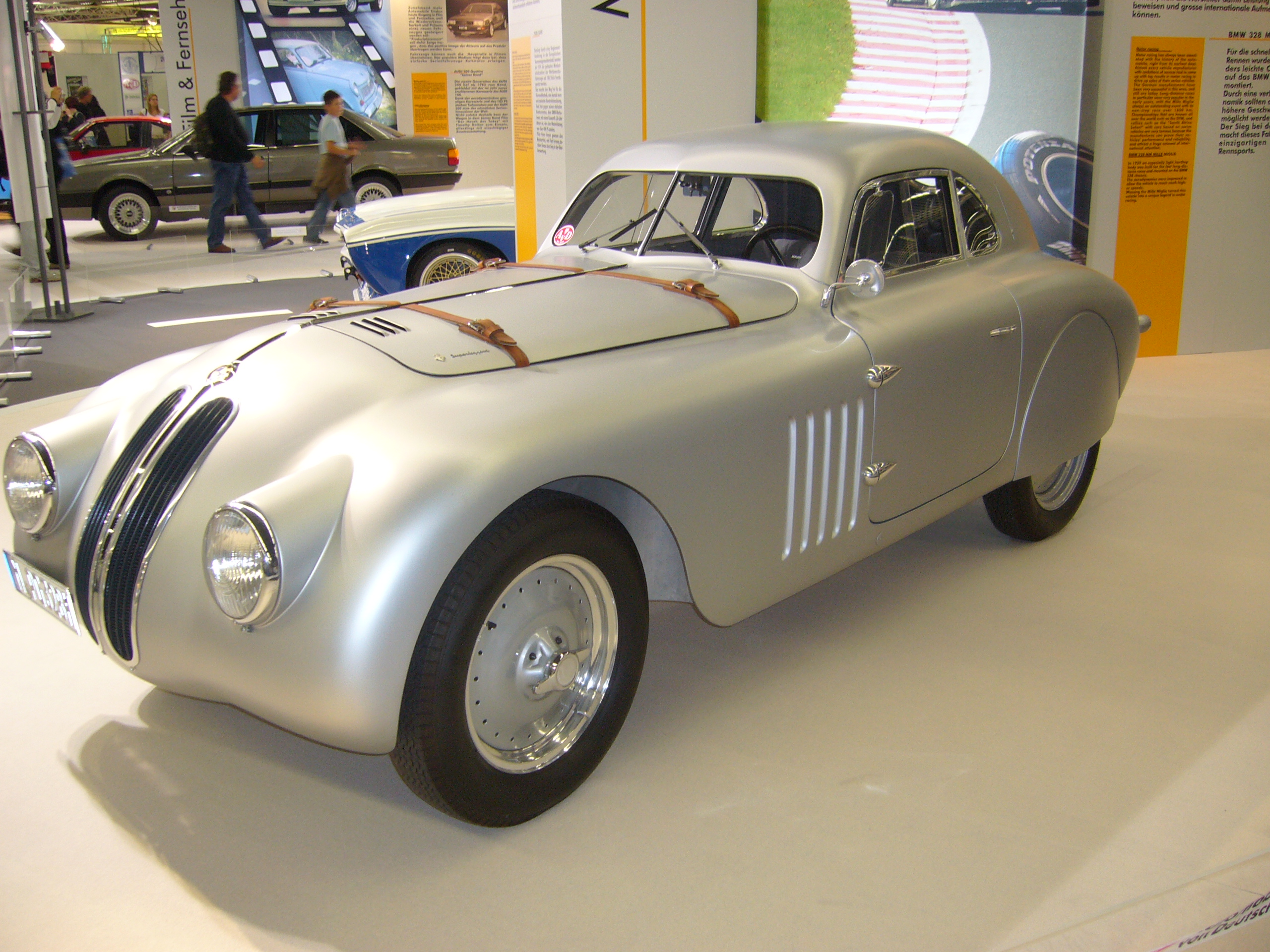
BMW 328 Mille Miglia (1936)

In de jaren vijftig tot begin jaren zestig schakelden de meeste autoconstructeurs over op deze carrosserievorm. Dit resulteerde in een aantal opvallende bolvormige automodellen, waaronder die van Mercedes-Benz, Opel, Auto-Union, DKW, Borgward, Lancia, Rover, Renault en Volvo, alsook soortgelijke ontwerpen uit Noord-Amerika en Japan. Sommige fabrikanten probeerden de strenge pontonvorm te verzachten met geaccentueerde achtervleugels, zoals bijvoorbeeld bij de Renault Frégate (1950) en de Opel Olympia Rekord uit 1953.
De pontonvorm werd eind jaren vijftig vervangen door een meer trapeziumvormige lijn, zoals in Italië met de Fiat 1800 die de 1900 verving, of in Frankrijk met de Peugeot 404 die de 403 opvolgde.

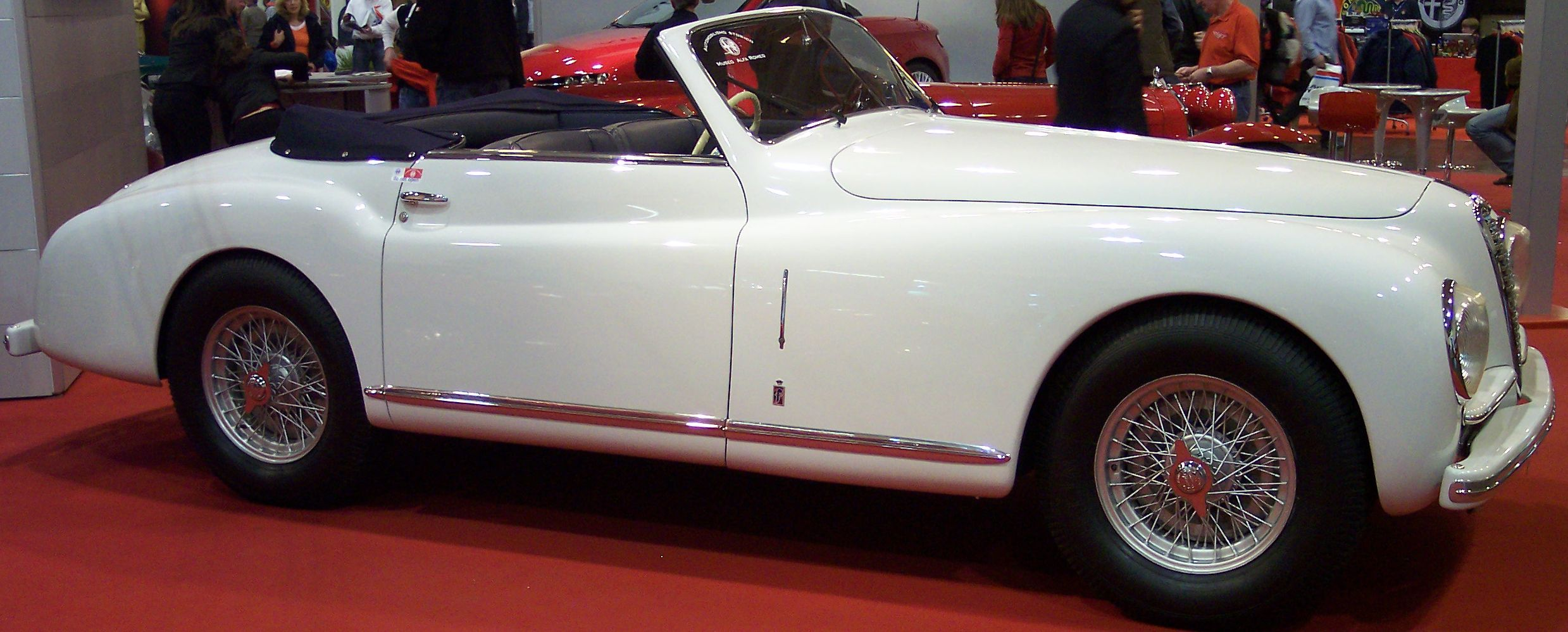
Alfa Romeo 6C 2300 SC (1947)
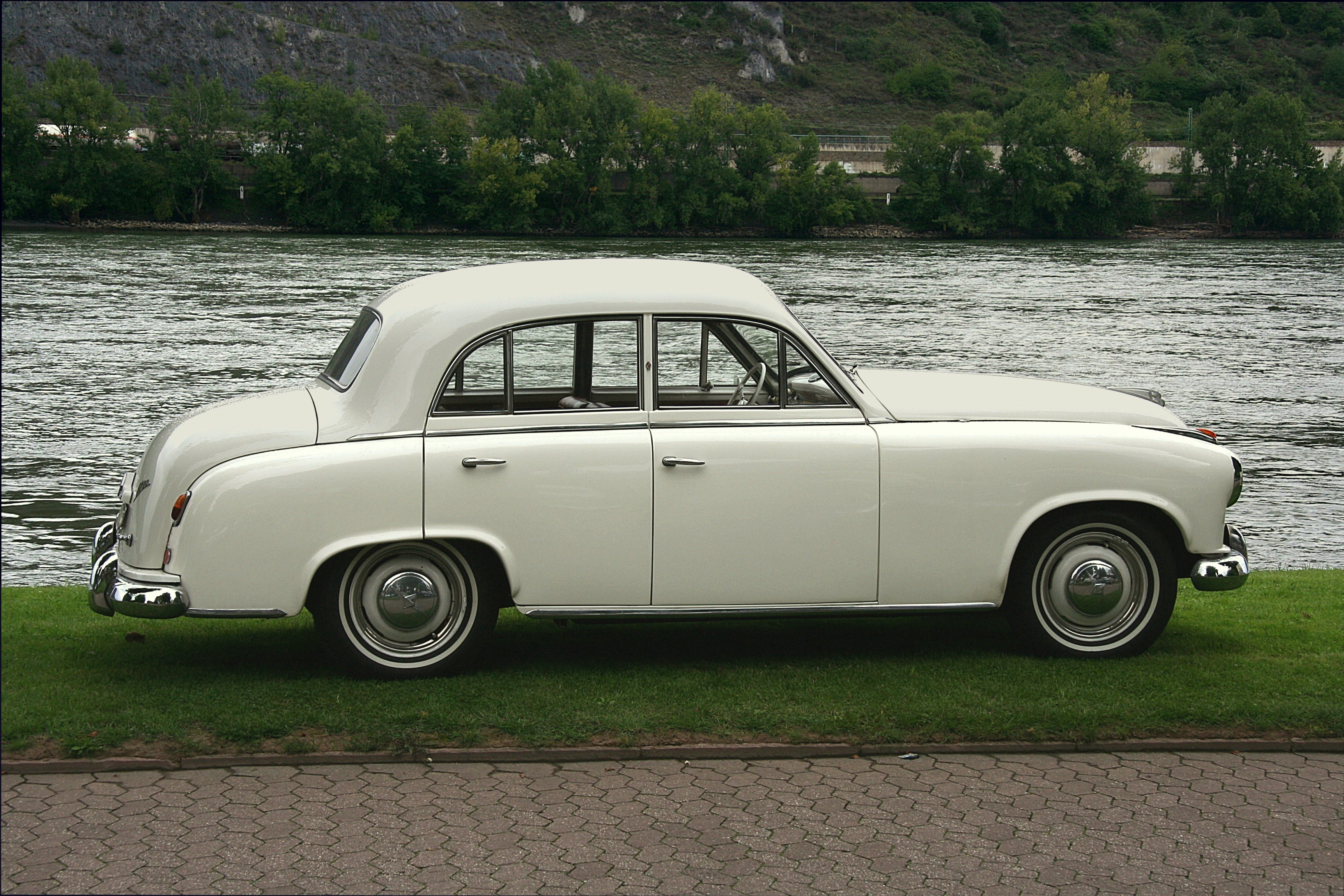
Borgward Hansa 1800 (1952)
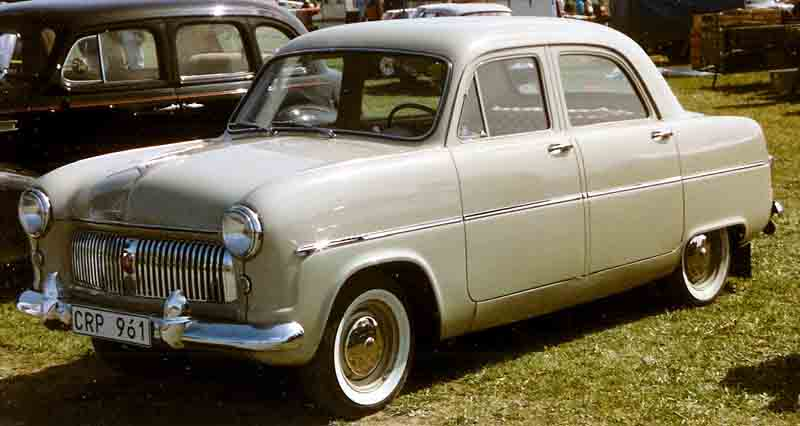
Ford Consul (1950)
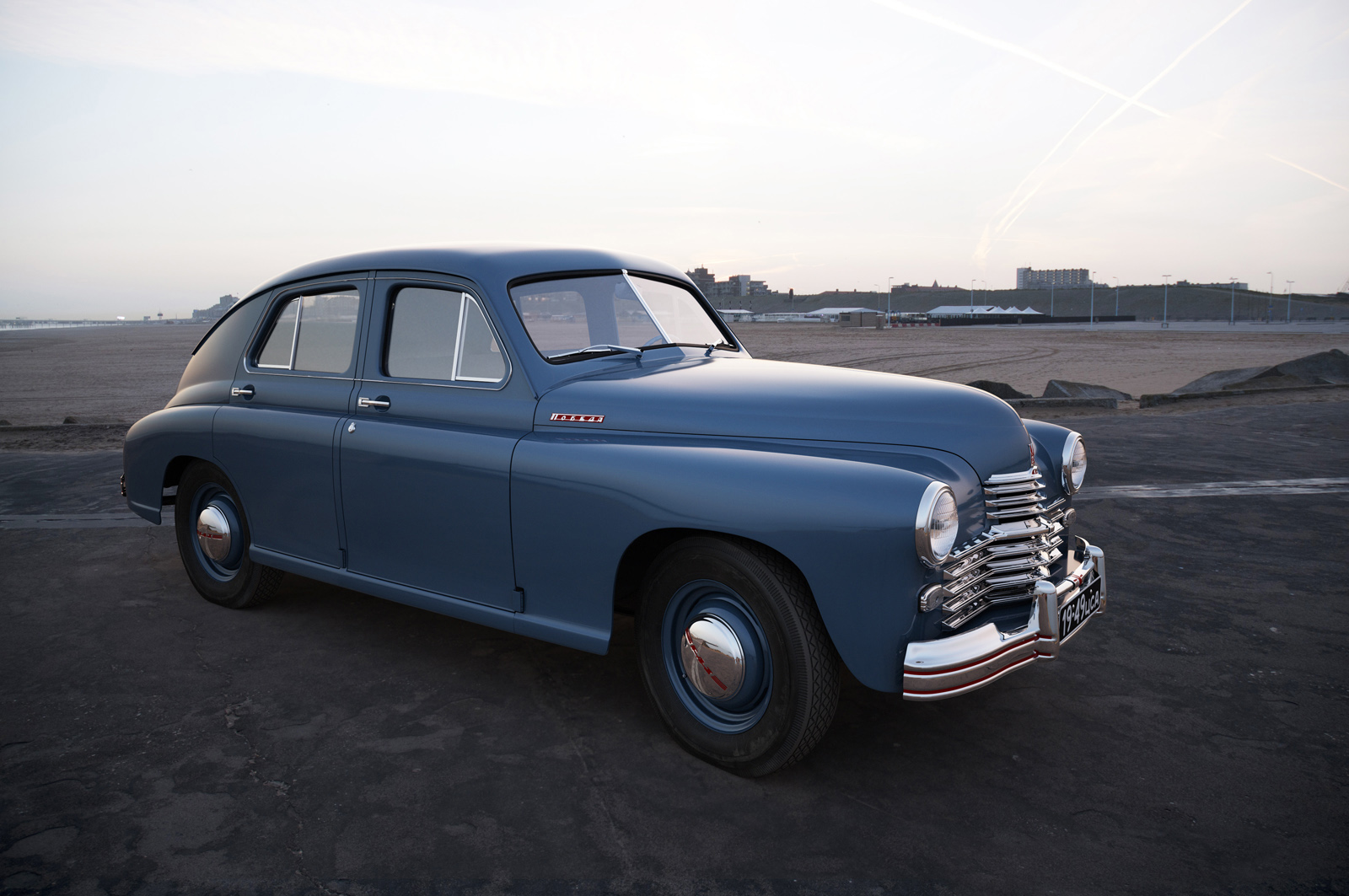
GAZ-M-20 (1946)
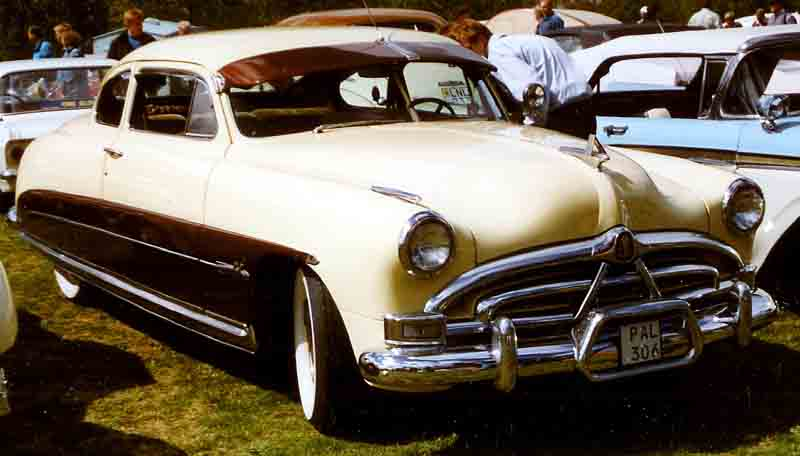
Hudson Hornet coupe (1951)
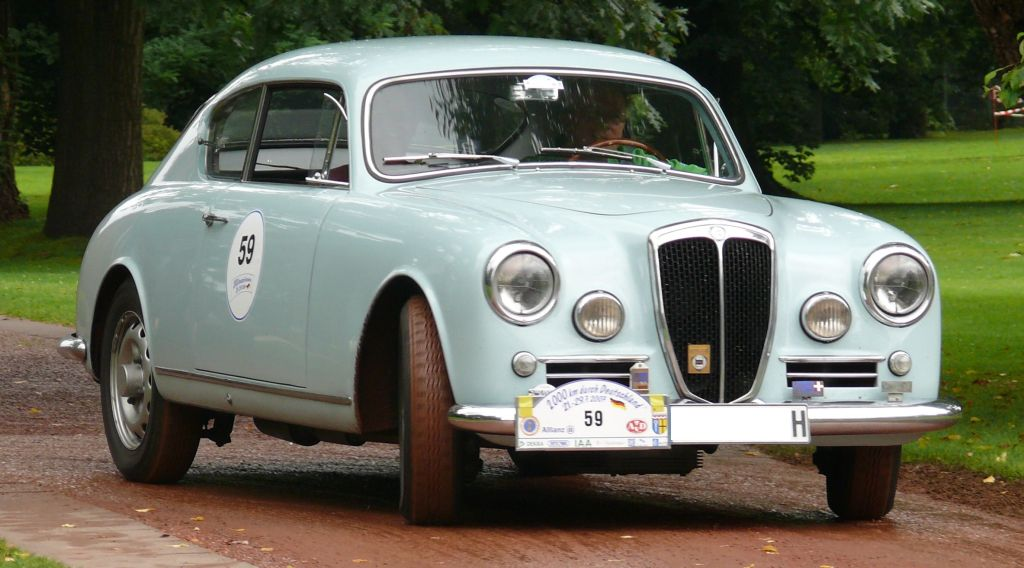
Lancia Aurelia B20 (1950-1958)
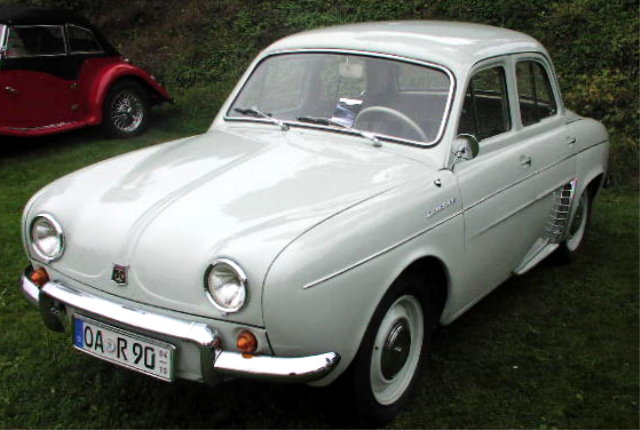
Renault Dauphine (1956–1967)
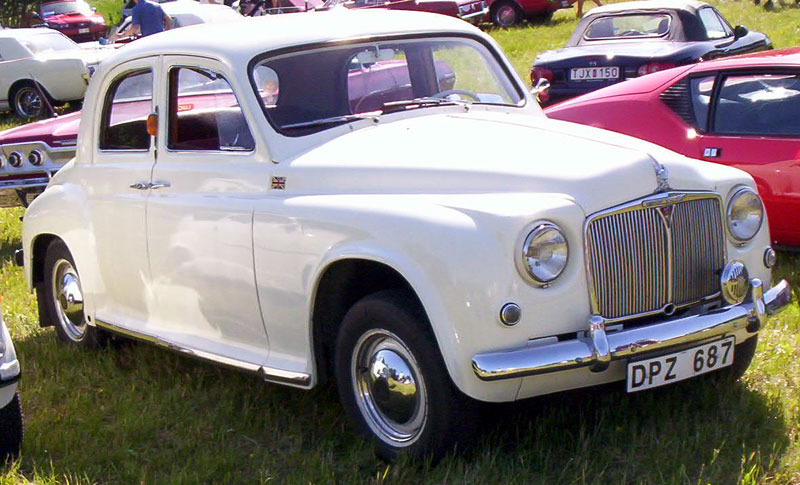
Rover P4 (1952)
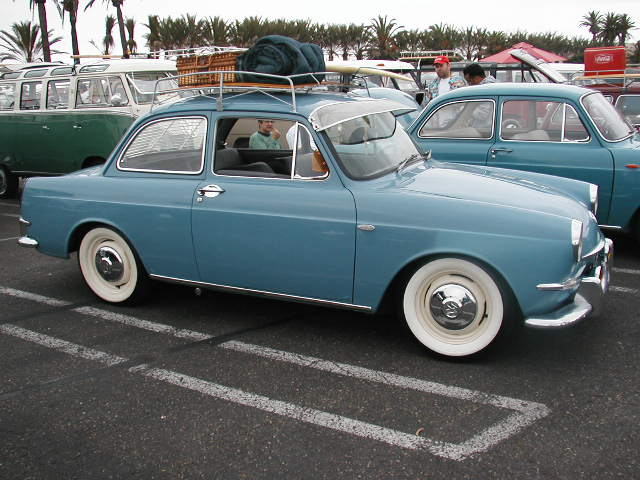
Volkswagen Type 3 (1961-1974)
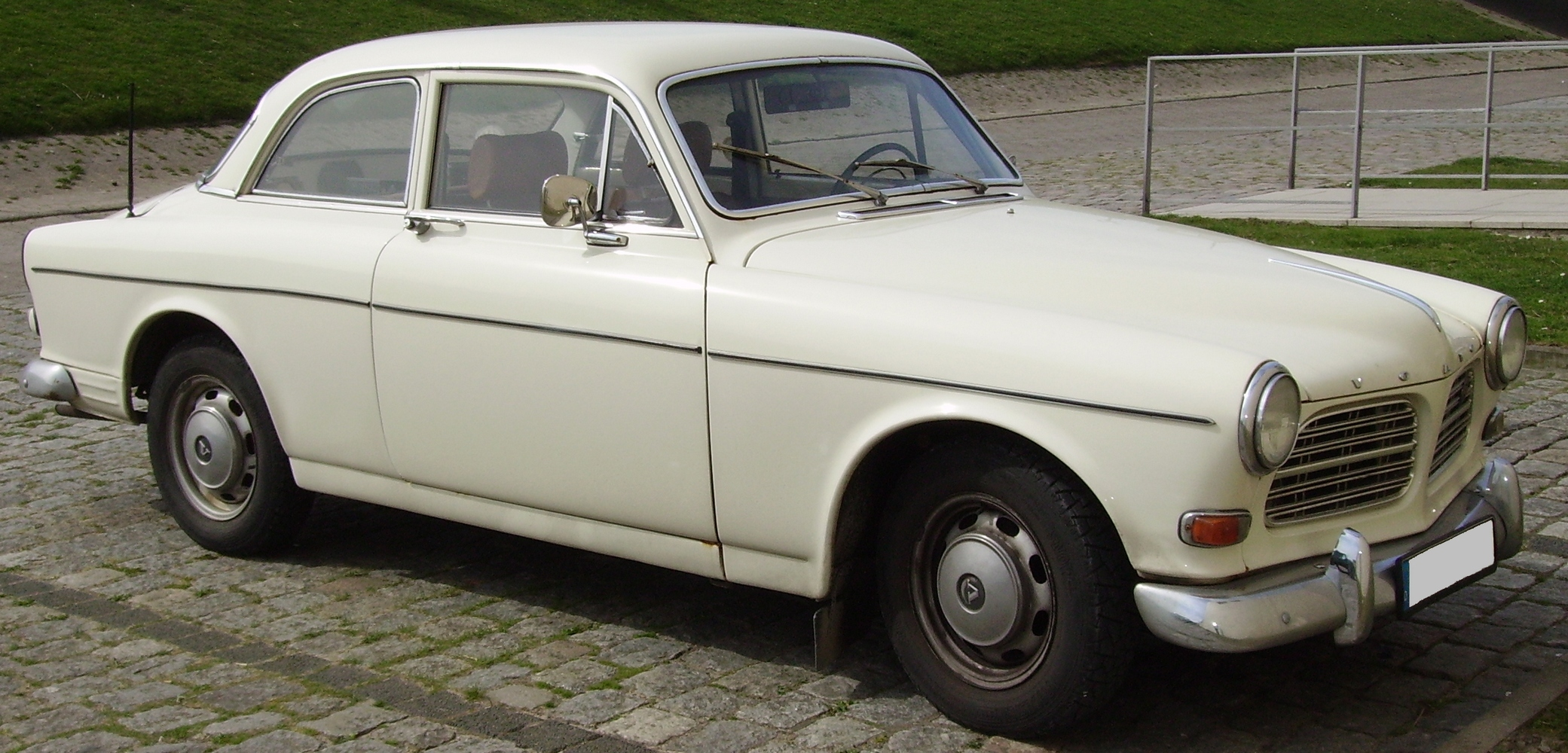
Volvo Amazon (1956–1970)